# Basement
Basement és un grup de post-hardcore anglès format a Ipswich l'any 2009. El seu àlbum d'estudi de debut, I Wish I Could Stay Here, es va publicar el 2011. L'any següent Colourmeinkindness va entrar al Billboard 200 dels Estats Units d'Amèrica. Després de fer una gira de presentació d'aquest darrer àlbum la banda va fer una pausa el 2012. El 2014 es va reunir de nou per a publicar l'EP Further Sky. El següent àlbum, Promise Everything, es va publicar el 2016 i Beside Myself el 2018.

## Història
Basement es va formar el setembre de 2009 a la ciutat d'Ipswich després de la ruptura del grup de pop punk In This for Fun. In This for Fun va publicar l'EP Away from Home abans de separar-se. La banda va escollir Basement com a nom simplement perquè «volien un nom curt que no signifiqués gaire» i el 17 de maig de 2010 va llançar el seu EP de debut, Songs About the Weather, i a l'agost va signar amb Run for Cover Records.
Basement va publicar el seu primer àlbum de llarga durada, I Wish I Could Stay Here, a través de Run For Cover el 2011. Va presentar el disc a través de diverses gires, incloent Austràlia i dues gires americanes amb companys de discogràfica i el grup Daylight. Abans de la publicació del seu segon àlbum el 2012, Colourmeinkindness, el grup va anunciar una pausa amb motiu d'«una sèrie de compromisos personals». Colourmeinkindness va aparèixer el 23 d'octubre i va arribar al número 188 de la llista Billboard 200 dels EUA.
El juny de 2014, Basement va anunciar que havia gravat un nou EP per a la seva publicació al juliol d'aquell any titulat Further Sky, que inclou dues cançons noves, més una versió d'«Animal nitrate» de Suede. El grup va fer una gira per Austràlia, Japó i Amèrica entre el 26 de juliol i el 20 d'agost. A continuació, va fer tres concerts a Londres, Leeds i Manchester a finals d'octubre amb Cloakroom i Newmoon com a teloners. El guitarrista Alex Henery va afirmar en una entrevista l'agost de 2014 a The Aquarian que estaven escrivint material per a un nou àlbum.

El 29 de gener de 2016 el grup va llançar Promise Everything. El 3 de febrer de 2017 es va anunciar que havia signat amb el segell Fueled by Ramen. L'octubre de 2018, es va anunciar que Basement telonejaria Weezer i Pixies en la seva gira de primavera de 2019 per Amèrica del Nord. La banda va fer una pausa després de la gira, amb Henery centrant-se tant en tocar amb Fiddlehead (que va publicar l'àlbum Between the Richness el 2021) i amb el seu treball com a videògraf i fotògraf de gira de Turnstile.

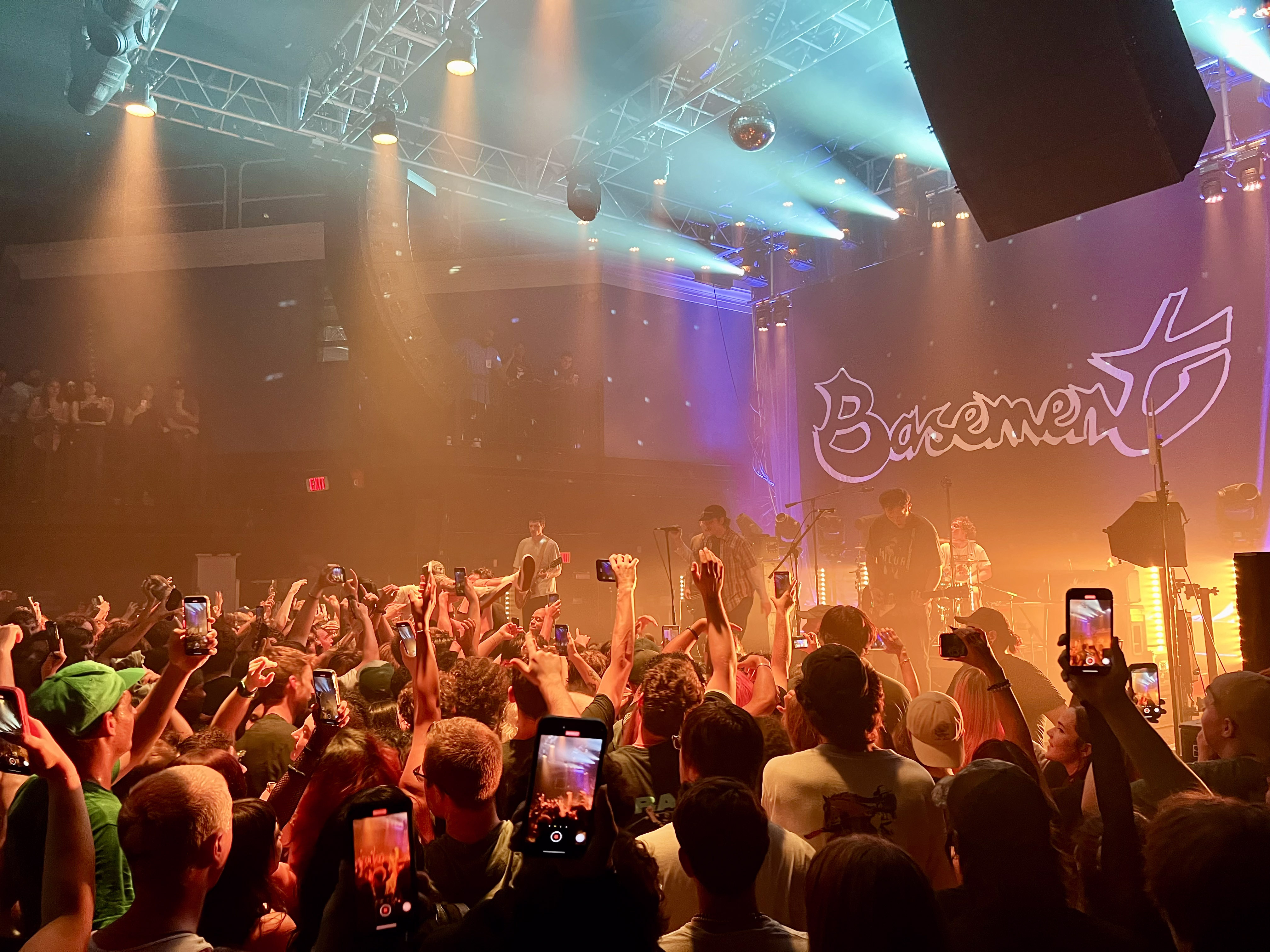
Basement al 9:30 Club de Washington DC el 2024

El 2021 es va anunciar que Basement tocaria la segona nit de l'Outbreak Festival de l'any següent, essent el seu primer concert en tres anys i com a celebració dels deu anys de Colormeinkindness i els onze d'I Wish I Could Stay Here. El grup també va publicar una reedició en vinil del 10è aniversari del primer a través de Run For Cover el 21 d'octubre.
La crítica musical ha categoritzat Basement com a rock alternatiu, emocore, post-hardcore i soft grunge. Basement ha citat nombroses bandes com a influències, entre elles, Ataris, Promise Ring, Mineral, Braid, Smoking Popes, Jets to Brazil, Jimmy Eat World i Piebald.

## Discografia

### Àlbums d'estudi
- I Wish I Could Stay Here (2011)
- Colourmeinkindness (2012)
- Promise Everything (2016)
- Beside Myself (2018)